# Senmiddelalder
Senmiddelalderen var den del af middelalderen i Europa, der går fra omkring år 1300 til år 1500. Senmiddelalderen fulgte højmiddelalderen og går forud for tidlig moderne tid (og i meget af Europa renæssancen).
Omkring år 1300 ophørte en langvarig fremgang og vækst i Europa. Store dele af kontinentet oplevede hungersnød og pest som den store hungersnød 1315–1317 og den sorte død. Det halverede befolkningen i Europa. Sammen med affolkningen kom social uro og langvarige krige. Frankrig og England oplevede store bondeoprør som Jacquerie og Peasants' Revolt samt over et århundrede med militærkonflikt under hundredårskrigen. Derudover delte det store skisma den katolske kirke i to, hvilket yderligere skabte splid og utryghed. Disse begivenheder kaldes krisen i senmiddelalderen.
På trods af disse kriser var 1300-tallet også en periode med stor fremgang for kunst og videnskab. Som følge af en fornyet interesse for græske og romerske tekster i højmiddelalderen opstod den italienske renæssance. Opdagelsen og udbredelsen af latinske tekster begyndte før renæssancen i 1100-tallet via kontakt med arabere under korstogene, men tilgængeligheden af vigtige græske tekster accelererede efter Det Osmanniske Riges erobring af Konstantinopel, som bevirkede, at de byzantinske lærde søgte tilflugt i vesten, særligt i Italien.
Samtidig med den fornyede interesse for de klassiske ideer blev bogtrykkunsten opfundet. Det styrkede udbredelsen af det skrevne ord og demokratiserede viden. Det førte senere til reformationen. Mod slutningen af perioden begyndte opdagelsestiden. Det Osmanniske Rige voksede, og det kulminerede i Konstantinopels fald i 1453, hvorved rejser mellem Europa og det sydlige Asien blev besværliggjort. Vasco da Gamas opdagelse af søvejen syd om Afrika til Indien i 1498 var en følge heraf og bidrog sammen med Christoffer Columbus' opdagelse af Amerika til at styrke økonomien og magten i de europæiske nationer.
De ændringer, som udviklingen medførte, har fået flere forskere til at betragte dem som afslutningen på middelalderen og begyndelsen på moderne historie og tidlig moderne Europa. Denne opdeling er dog kunstig, idet viden fra oldtiden aldrig var fuldstændig væk fra de europæiske samfund. Der var således en kontinuerlig udvikling mellem oldtiden (via antikken) og den moderne tid. Nogle historikere særligt i Italien foretrækker helt at undgå udtrykket "senmiddelalderen", men ser tiden som en skiftetid fra middelalderen til renæssancen og moderne tid.

## Historiografi og periodisering
Termen "senmiddelalderen" refererer til en af tre perioder, der sammen med den tidlige middelalder og højmiddelalderen udgør middelalderen. Leonardo Bruni var den første historiker, der anvendte den tredelte periodisering i sin bog History of the Florentine People (1442). Flavio Biondo anvendte en lignende opstilling i Decades of History from the Deterioration of the Roman Empire (1439–1453). Opdelingen blev standard efter den tyske historiker Christoph Cellarius udgav Historia universalis (1702).
For 1700-tals historikere, der studerede 1300- og 1400-tallet, var det centrale tema renæssancen, med dens genopdagelse af antikkens lærdom. Kernen i denne genopdagelse ligger i Italien, hvor man med Jacob Burckhardts ord: "blev blev et åndeligt individ og anerkendte sig selv som sådant". Dette blev senere udfordret, og der blev argumenteret med, at man opnåede større kulturelle præstationer i 1100-tallet.
I takt med, at økonomiske og demografiske metoder blev anvendt i historieforskningen, blev det mere almindeligt at se senmiddelalderen som en periode med recession og kriser. Den belgiske historiker Henri Pirenne fortsatte med at underinddele middelalderen i tidlig, høj og senmiddelalder omkring første verdenskrig. Det var dog hans hollandske kollega, Johan Huizinga, der primært var ansvarlig for at popularisere det pessimistiske syn på senmiddelalderen med sin bog The Autumn of the Middle Ages (1919). For Huizinga, hvis forskning fokuserede på Frankrig og Nederlandene frem for Italien, var håbløshed og nedgang hovedtemaerne i stedet for genfødsel.
Moderne historiografi om perioden har en konsensus mellem de to ekstremer med innovation og krise. I dag bliver det generelt anerkendt, at betingelserne var voldsomt forskellige nord og syd for Alperne, og udtrykket "senmiddelalderen" bliver ofte helt undgået blandt italiensk historiografi. Termen "renæssance" opfattes stadig som brugbart til at beskrive visse intellektuelle, kulturelle eller kunstneriske bevægelser, men ikke som en defineret epoke i europæisk historie. Perioden fra begyndelsen af 1300-tallet og frem til - og nogle gange med - 1500-tallet bliver mere set som karakteriseret af andre tendenser: demografisk og økonomisk nedgang fulgt af genopretning, enden på religiøs enighed i vesten, nationalstatens opståen og udvidelsen af den europæiske indflydelse til resten af verden.

## Historie
Grænserne for det kristne Europa var stadig i gang med at blive defineret i 1300- og 1500-tallet. Mens Storhertugdømmet Moskva begyndte at kæmpe mod mongolerne, og de iberiske kongeriger afsluttede Reconquista på halvøen og rettede deres opmærksomhed udad, så faldt Balkanlandene og blev domineret af Det Osmanniske Rige. Imens var de resterende nationer på kontinentet låst fast i næsten konstante internationale eller interne konflikter.
Situationen førte gradvist til konsolideringen af en centralmagt og nationalstatens opståen. Behovet for at føre krig øgede skatterne. Det resulterede i repræsentativt styre, hvoraf Englands parlament er det mest markante. Vækst i den sekulære autoritet blev hjulpet yderligere på vej af pavens formindskede indflydelse af det store skisma og den kommende reformation.

### Nordeuropa
Hovedartikler: Danmark, Norge, Sverige
Efter en fejlslagen union mellem Sverige og Norge i 1319-1365 blev den panskandinaviske kalmarunion oprettet i 1397. Svenskerne blev modvilligt medlemmer af den dansk-dominerede union. I et forsøg på at undertrykke svenskerne fik Christian 2. af Danmark et stort antal svenske adelige dræbt under Det Stockholmske Blodbad i 1520. Dette affødte endnu mere fjendtlighed, og svenskerne brød ud af unionen i 1523. Norge forblev forenet med Danmark til 1814.
Island nød godt af at være langt fra Europa, og det var det sidste land i Skandinavien, der blev ramt af den sorte død. Imens uddøde den nordiske koloni på Grønland sandsynligvis som følge af ekstreme vejrbetingelser i 1400-tallet.; den den lille istid.

### Nordvesteuropa
Alexander 3. af Skotlands død i 1286 kastede landet ud i en arvefølgekrise, og den engelske konge, Edvard 1., blev bedt om at mægle. Edvard krævede overherredømme over Skotland, hvilket førte til de skotske uafhængighedskrige. Englænderne endte med at blive besejret, og skotterne var i stand til at etablere en stærkere stat under Stuarterne.
Fra 1337 blev Englands opmærksomhed hovedsageligt rettet mod Frankrig i Hundredårskrigen. Henrik 5.s sejr under slaget ved Agincourt i 1415 gjorde det kortvarigt muligt at forene de to kongeriger, men hans søn, Henrik 6., forspildte snart disse landvindinger. Tabet af Frankrig ledte til utilfredshed hjemme. Kort efter afslutningen på hundredårskrigen kastede dynastiske uroligheder landet ud i rosekrigene (ca. 1455–1485) mellem Huset Lancaster og Huset York, der begge kæmpede om at få tronen.
Krigen blev afsluttet med tiltrædelsen af Henrik 7. fra Tudor-familien, som fortsatte arbejdet med at opbygge et stærkt centraliseret monarki, som konger fra huset York havde indledt. Mens Englands opmærksomhed var rettet andre steder var de hiberno-normanniske lords i Irland blevet mere assimileret i det irske samfund, og øen fik lov til at udvikle stor uafhængighed under det engelske overherredømme.

### Vesteuropa
Den franske Valois-familie, som fulgte Huset Capet i 1328, var oprindeligt marginaliseret i sit eget land: Først af englændernes invasionsstyrker i hundredårskrigen, senere af det magtfulde hertugdømme Burgund. Jeanne d'Arcs fremkomst som militær leder ændrede krigen mod englænderne til franskmændenes fordel, og initiativet blev videreført af kong Louis 11.
Imens mødte Karl den Dristige, hertug af Burgund, modstand i sit forsøg på at konsolidere sine besiddelser særligt fra det schweiziske edsforbund, der blev dannet i 1291. Da Karl blev dræbt i de burgundiske krige under slaget ved Nancy i 1477, blev hertugdømmet Burgund tilbageerobret af Frankrig. På samme tid kom grevskabet Burgund og det rige Burgundiske Nederlande under det Tysk-romerske riges kontrol via habsburgerne, hvilket udløste en konflikt, der forløb over de næste århundreder.

### Centraleuropa
Böhmen blomstrede i 1300-tallet, og Den gyldne bulle gjorde kongen af Böhmen førstemand blandt de kejserlige kurfyrster, mens hussitterrevolutionen kastede landet ud i krise. Det tysk-romerske rige overgik til habsburgerne i 1438, hvor det forblev, til det blev opløst i 1806. På trods af at habsburgerne besad store landområder, forblev kejserriget selv splittet, og meget af den reelle magt og indflydelse lå i de individuelle fyrstedømmer. Derudover havde finansielle institutioner som hansaen og Fugger-familien stor magt på både økonomisk og politisk plan.
Kongeriget Ungarn oplevede en guldalder i 1300-tallet. Særligt perioden under de angevinske konger Karl 1. (1308–42) og hans søn Ludvig den Store (1342–82) betød stor fremgang. Landet blev velstående ved at være Europas hovedleverandør af guld og sølv. Ludvig anførte succesfulde felttog fra Litauen til Syditalien, og fra Polen til det nordlige Grækenland.
Han havde det største militære potentiale i 1300-tallet med sine enorme hære, der ofte bestod af over 100.000 mand. Imens blev Polens opmærksomhed vendt mod øst, hvor man dannede en union med Litauen, hvilket skabte en stor enhed i denne region. Unionen, og kristendommens indførelse i Litauen, markerede også afslutningen på hedenskab i Europa.
Ludvig havde ved sin død i 1382 ingen søn, der kunne efterfølge ham. I stedet udnævnte han den unge prins Sigismund af Luxemburg, der var 15 år gammel, som sin arving. Den ungarske adel accepterede ikke dette, og resultatet blev en borgerkrig. Sigismund skaffede sig til sidst fuldstændig kontrol over Ungarn, og han etablerede sit hof i Buda og Visegrád. Begge paladser blev genopført, og de blev betragtet som nogle af de fornemste i Europa. Sigismund arvede Böhmen og Det Tysk-romerske kejserriges trone og fortsatte med at føre sin politik fra Ungarn, men han blev travlt optaget af at kæmpe mod hussitterne og Det Osmanniske Rige, der blev en trussel for Europa i begyndelsen af 1400-tallet.
Kong Matthias Corvinus af Ungarn ledte den største hær af lejesoldater nogensinde, den sorte legion, som han brugte til at erobre Böhmen og Østrig og til at kæmpe mod Det Osmanniske Rige. Kongeriget endte allerede i begyndelsen 1500-tallet, da kong Ludvig 2. af Ungarn blev dræbt under slaget ved Mohács i 1526 mod Det Osmanniske Rige. Ungarn oplevede herefter stor krise og blev invaderet, hvilket afsluttede landets vigtige rolle i Europa i middelalderen.

### Østeuropa
Kijevriget gik til grunde i 1200-tallet, da mongolerne invaderede området. Storhertugdømmet Moskva blomstrede herefter op og vandt en stor sejr mod den Gyldne Horde i slaget ved Kulikovo i 1380. Sejren betød dog ikke en ende på tartarernes kontrol over området, og den umiddelbart største vinder var Storhertugdømmet Litauen, som fik udvidet sin indflydelse mod øst.
Under Ivan den Stores styre (1462–1505) blev Moskva en stor regional magtfaktor, og annekteringen af Republikken Novgorod i 1478 førte til grundlæggelsen af en russisk nationalstat. Efter Konstantinopels fald i 1453 begyndte de russiske prinser at se sig selv som arvtagere til Det Byzantinske Rige. De tog sidenhen titlen som tsar, og Moskva beskrev sig selv som det Tredje Rom.

### Sydeuropa
Det Byzantinske Rige havde domineret den østlige del af middelhavsområdet i lang tid inden for politik og kultur. Mod slutningen af 1300-tallet var det dog stort set kollapset og blevet en delstat i Det Osmanniske Rige, der var centreret om byen Konstantinopel og nogle få enklaver i Grækenland. Med Konstantinopels fald i 1453 blev Det Byzantinske Rige udryddet for altid.
Det Bulgarske Rige var på tilbagegang i 1300-tallet, og den dominerende rolle i regionen blev overtaget af Serbien, hvilket blev markeret med serbernes sejr over Bulgarien under slaget ved Velbazhd i 1330. I 1346 blev den serbiske kong Stefan Dušan udråbt som kejser. Den serbiske position blev dog kortlivet; den serbiske hær ledet af Lazar Hrebljevanovic blev besejret af osmannerne under slaget på Solsortesletten i 1389, hvor det meste af den serbiske adel blev dræbt, og den sydlige del af landet blev besat af osmanerne, ligesom det sydlige Bulgarien var blevet en del af Det Osmanniske Rige i i 1371. De nordlige dele af Bulgarien blev endeligt erobret i 1396, Serbien faldt i 1459, Bosnien i 1463 og Albanien blev underlagt i 1479, kun få år efter Skanderbegs død. Beograd, der hørte til Ungarn, var den sidste by i Balkan, der faldt til osmannerne i 1521. Ved afslutningen på middelalderen var hele Balkanhalvøen annekteret eller blevet vasaller til osmannerne.

### Sydvesteuropa
Avignon var sæde for paven fra 1309 til 1379. Da paven vendte tilbage til Rom i 1378, udviklede pavestaten sig til en stor sekulær magtfaktor, der kulminerede i det moralsk korrupte pavedømme under pave Alexander 6., der sad fra 1492-1503. Firenze voksede og blev en af de rigeste af de italienske bystater ved hjælp af deres finansielle sektor og den dominerende Medici-familie, der blev vigtige forgængere for renæssancen via deres interesse i kunst. Andre byer i Norditalien udvidede også deres territorier og konsoliderede deres magt, primært Milano og Venedig. Den sicilianske vesperkrig havde delt Syditalien op i det aragonske Kongeriget Sicilien og det Anjou-baserede Kongeriget Napoli i begyndelsen af 1300-tallet. I 1442 blev de to kongeriger forenet under aragonerne.
Ægteskabet mellem Isabella 1. af Castillien og Ferdinand 2. af Aragonien i 1469 og Johan 2. af Aragoniens død i 1479 førte til etableringen af det moderne Spanien. I 1492 blev Granada tilbageerobret fra maurerne, hvilket fuldendte Reconquista. Portugal havde i løbet af 1400-tallet – særligt under Henrik Søfareren – gradvist udforsket Afrikas kyst, og i 1498 fandt Vasco da Gama søvejen til Indien. De spanske monarker mødte den portugisiske udfordring ved at finansiere Christopher Columbus' ekspedition, der skulle finde en sejlrute mod vest til Indien, hvorved han opdagede Amerika i 1492.

## Senmiddelalderens samfund
Omkring 1300-1350 ophørte den middelalderlige varmeperiode og blev i stedet erstattet af den lille istid. Det koldere klima resulterede i fødevarekriser, idet høsten slog fejl flere år i træk. Den første af disse kriser var den store hungersnød 1315-1317. De demografiske konsekvenser af denne hungersnød var dog ikke så slem som de efterfølgende pestudbrud, hvoraf særligt den sorte død gjorde et alvorligt indhug i Europas befolkning. Dødsraten for denne pest estimeres fra omkring 30 % og helt op til 60 % af de smittede. Omkring 1420 havde den akkumulerede effekt af pest og hungersnød reduceret Europas befolkning til helt ned imod en tredjedel af, hvad den havde været et århundrede tidligere. Effekten af naturkatastrofer blev forværret af militære konflikter; dette var særligt slemt i Frankrig under hundredårskrigen.
Da Europas befolkning var blevet alvorligt formindsket! blev landområder for de overlevende mere tilgængelige, og arbejdskraften blev derfor dyrere. Jordejeres forsøg på med magt at reducere lønningerne, som den engelske Statute of Laborers i 1351, var dømt til at mislykkes. Disse forsøg betød blot større utilfredshed blandt bønderne og førte til oprør som det franske Jacquerie i 1358 og det engelske Peasants' Revolt i 1381. Den langsigtede effekt blev i praksis enden på livegenskab i Vesteuropa. I Østeuropa var jordejerne derimod i stand til at udnytte situationen og tvang bønderne til endnu mere undertrykkende trældom.
Omvæltningen, som blev skabt af den sorte død, efterlod visse minoriteter særligt sårbare, særligt jøderne, som ofte blev beskyldt for tabene. Over hele Europa blev der udført antijødiske pogromer; for eksempel blev der i februar 1349 dræbt 2.000 jøder i Strasbourg. Flere stater diskriminerede også jøderne. Monarker gav efter for folkets krav, og jøderne blev smidt ud af England i 1290, fra Frankrig i 1306, fra Spanien i 1492 og fra Portugal i 1497.
Mens jøderne led under forfølgelse, oplevede kvinderne større magt i denne periode. Store sociale ændringer åbnede nye muligheder for kvinder inden for handel, undervisning og religion. Samtidig var kvinder dog også sårbare over for straf og forfølgelse, da troen på trolddom øgedes, og heksejagt blev mere udbredt.
Frem til midten af 1300-tallet havde Europa oplevet en stadig større urbanisering. Byer blev også ramt af den sorte død, men byerne som centrum for uddannelse, handel og regering fortsatte med at vokse. I 1500 var Venedig, Milano, Napoli, Paris og Konstantinopel sandsynligvis nået op på mere end 100.000 indbyggere. 22 andre byer havde mere end 40.000 indbyggere, hvoraf de fleste lå i Italien og på den Iberiske Halvø, men der fandtes også store byer i Frankrig, Nederlandene og London i England.

## Militærhistorie
Efter slag som dem ved Courtrai (1302), Bannockburn (1314) og Morgarten (1315) stod det klart for de store jordbesiddende fyrster i Europa, at den militære fordel ved det feudale kavaleri var tabt, og at veludrustet infanteri var at foretrække. Under de walisiske krige blev englænderne bekendt med og indoptog den meget effektive langbue. Efter at have lært at bruge våbnet gav buen dem en stor fordel over franskmændene under hundredårskrigen.
Introduktionen af krudtet påvirkede krigsførelsen betydeligt. Selvom det blev anvendt af englænderne allerede under slaget ved Crecy i 1346, så havde krudtvåben relativt ringe effekt på slagmarken. Det var ved brugen af kanonen som belejringsvåben, at der skete en stor ændring; de nye metoder endte med at ændre arkitekturen på både eksisterende forsvarsværker og nyopførte strukturer.
Der skete også en ændring inden for rekrutteringen og sammensætningen af hærene. Brugen af nationale eller feudale hære blev gradvist udskiftet med betalte tropper og lejesoldater. Dette bliver særligt associeret med Edvard 3. af England og condottiere i de italienske bystater. Overalt i Europa var schweiziske lejesoldater i særligt høj kurs. På samme tid var det også i denne periode, at de første permanente hære begyndte at opstå. Det var i Valois i Frankrig under hundredårskrigen, hvor der var stor brug for dem, at væbnede styrker første gang blev permanente.
Parallelt med de militære udviklinger blev der etableret et mere og mere avanceret regelsæt for ridderlighed blandt krigerklassen. Denne nyfundne etos kan ses som et modsvar til den stadig mindre rolle som aristokratiet spillede, og efterhånden blev den næsten fuldstændigt skilt fra sin militære rolle. Kavaleriets ånd blev videreført igennem nye (sekulære) typer af ridderordener; den første af disse var Sankt George Ridderordenen, der blev grundlagt af Karl 1. af Ungarn i 1325, mens den bedste kendte nok er den engelske Hosebåndsordenen, der blev grundlagt af Edvard 3. i 1348.

## Kristen konflikt og reform

### Paveligt skisma
Den franske krones stigende indflydelse over paven kulminerede i flytningen af pavesædet til Avignon i 1309. Da paven vendte tilbage til Rom i 1377, førte det til valget af forskellige paver i Avignon og Rom, hvilket resulterede i det pavelige skisma (1378-1417). Skismaet dele Europa langs politiske linjer; mens Frankrig og landets alllierede Skotland og de spanske kongeriger støttede pavesædet i Avignon, så bakkede Frankrigs fjende, England, op om paven i Rom sammen med Portugal, Skandinavien og de fleste tyske fyrster.
Ved konsilet i Konstanz (1414–1418) blev pavedømmet igen forenet i Rom. På trods af at enheden kom til at vare endnu 100 år, og på trods af at paven kom til at opleve større material rigdom end nogensinde før, så havde det store skisma gjort uoprettelig skade. De interne kampe i kirken havde svækket dens krav om universelt overherredømme og fremmede antiklerikalisme blandt folk og deres herskere, hvilket gav plads for reformbevægelser.

### Protestantisk reformation
Selvom mange af begivenhederne lå uden for middelalderen, så var ophøret af en samlet vestlig kirke (reformationen) et af kendetegnene ved denne periode. Den katolske kirke havde længe kæmpet mod hedenske bevægelser og kættere, men i senmiddelalderen begyndte den at opleve krav om reformer inden for kirken selv. Den første af disse kom fra Oxford-professoren John Wycliffe i England. Wycliffe mente, at Bibelen skulle være den eneste autoritet inden for religøse spørgsmål, og han talte imod transsubstantiation, cølibat og aflad. På trods af indflydelsesrige støtter blandt det engelske aristokrati, såsom John af Gaunt, fik bevægelsen ikke lov at overleve. Wycliffe selv slap for straf, mens hans støtter, lollarderne, efterhånden blev undertrykt i England.
Richard 2. af Englands ægteskab med Anne af Böhmen etablerede kontakt mellem de to nationer og bragte lollardernes ideer med til hendes hjemland. Den tjekkiske præst Jan Hus' tanker var baseret på John Wycliffes, mens hans følgere, hussitterne, fik langt større indflydelse end lollardernes. Hus opnåede en stor følgeskare i Böhmen, og i 1414 søgte han foretræde for konsilet i Konstanz for at forsvare sin sag. Da han blev brændt som kætter i 1415, forårsagede det et folkeligt oprør i de tjekkiske områder. De efterfølgende husitterkrige gik i sig selv efter interne uenigheder og resulterede ikke i religiøs eller national uafhængighed for tjekkerne, men både den katolske kirke og tyske elementer i landet blev svækket.
Martin Luther, en tysk munk, indledte den tyske reformation ved at slå sine 95 teser op i borgkirken i Wittenberg den 31. oktober 1517. Denne provokation fik pave Leo 10. til at forny afladet for at bygge den nye Peterskirke i 1514. Luther blev udfordret til afsværge sit kætteri under Rigsdagen i Worms i 1521. Da han nægtede, blev han bandlyst af den tysk-romerske kejser Karl 5.. Han opnåede beskyttelse af Frederik den Vise og kunne hos denne oversætte Bibelen til tysk.
Den protestantiske reformation blev bifaldet af mange sekulære herskere, der så en mulighed for at udvide deres rigdom og indflydelse. Den katolske kirke mødte udfordringerne i reformbevægelse med det, der er blevet kaldt den katolske reformation eller modreformationen. Europa blev delt op mellem protestanter i nord og katolikker i syd, hvilket resulterede i religionskrige i 1500- og 1600-tallet.

## Handel
Den fortsat dominerende position, som Det Osmanniske Rige havde i Middelhavsområdet, var en forhindring for mange vestlige kristne landes handel. Landene begyndte i stedet at se sig om efter alternativer. Portugisiske og spanske opdagelsesrejsende fandt nye handelsruter - syd om Afrika til Indien og over Atlanterhavet til Amerika. Da genovianske og venetianske købmænd åbnede direkte ruter med Flandern mistede champagnemesserne deres betydning.
På samme tid skiftede den engelske uld-eksport fra råuld til forarbejdede klædevarer, hvilket resulterede i tab for klædefabrikanter i Nederlandene. I Østersøen og Nordsøen nåede hansaen sin største udbredelse i 1300-tallet, men begyndte at gå tilbage i 1400-tallet.
I 1200- og 1300-tallet foregik der en proces, primært i Italien, men også til en vis grad i det Tysk-romerske Rige, som historikere har kaldt en "kommerciel revolution". Blandt innovationerne var nye former for partnerskab og udskrivelsen af forsikring, som både bidrog til at reducere risikoen ved afprøvning af kommercielle tiltag, gældsbreve og andre former for kreditter, der omgik de kanoniske love for kristnes forbud mod brug af åger, og eliminerede farerne ved at transportere ædelmetal som sølv og uld; og nye former for regnskab, særligt dobbelt bogholderi, som gjorde at man fik bedre overblik og præcision.
Med den finansielle ekspansion blev handelsrettigheder nidkært vogtet af den kommercielle elite. Byer oplevede lavenes voksende magt, mens man på nationalt plan gav specielle virksomheder monopol på særlige varer, som den engelske uldstabel. Bagmændene bag disse udviklinger akkumulerede enorme rigdomme. Familier som Fugger i Tyskland, Medici i Italien, de la Poles i England og enkeltpersoner som Jacques Coeur i Frankrig hjalp med at finansiere kongernes krige og opnåede stor politisk indflydelse i denne proces.
Selvom der ikke er tvivl om, at den demografiske krise i 1300-tallet forårsagede et dramatisk fald i produktionen og handelen i "absolutte" termer, så har der været en voldsom historisk debat om, hvorvidt dette fald var større end reduktionen af befolkningen. Mens ældre ortodokse holdt på, at den kunstneriske produktion i renæssancen var et resultat af større økonomisk overskud, så har moderne studier vist, at der muligvis har været en såkaldt "renæssancedepression". På trods af flere overbevisende argumenter for dette, så er det statistiske bevis for mangelfuldt til, at man kan drage nogle endelige konklusioner.

## Kunst og videnskab
I 1300-tallet blev den fremherskende akademiske tendens med skolastik udfordret af humanistbevægelsen. Selvom den primært var et forsøg på at genoplive klassiske sprog, så ledte bevægelsen også til innovationer inden for videnskab, kunst og litteratur, hjulpet på vej af byzantinske lærde, som søgte tilflugt i vesten efter Konstantinopels fald i 1453.
Inden for videnskab blev klassiske autoriteter som Aristoteles udfordret for første gang siden antikken. I kunsten tog humanismen form efter renæssancen. Selvom renæssancen i 1400-tallet var et meget lokalt fænomen, der hovedsageligt var begrænset til bystaterne i Norditalien, så skete der også en kunstnerisk udvikling længere mod nord, særligt i Nederlandene.

### Filosofi, videnskab og teknologi
Den fremherskende filosofiske skole i 1200-tallet var den thomistiske kombination af Aristoteles' lære med kristen teologi. Fordømmelsen i 1277, der kom til udtryk på universitetet i Paris, medførte begrænsninger af ideer, der kunne blive fortolket som kætterske; restriktionerne havde implikationer på aristoteliske tanker. Der blev præsenteret et alternativ af William of Ockham, som insisterede på, at fornuftens og troens verden skulle holdes adskilt. Ockham introducerede Ockhams ragekniv, hvor en simpel teori foretrækkes frem for en mere kompleks, og spekulationer over ikke-observerbare fænomener bliver undgået. Denne grundregel bliver dog ofte fejlciteret. Occam refererede til sin nominalisme i dette citat, og sagde grundlæggende at teorier om absolutter eller metafysisk realisme var overflødige for at få verden til at give mening.
Denne nye tilgang frigjorde videnskabelige betragtninger fra dogmatiske begrænsninger af Aristoteles' tanker og gjorde plads til nye tanker. Særligt inden for bevægelse blev der taget store skridt med videnskabsmænd som Jean Buridan, Nicole Oresme og gruppen af Oxford Calculators udfordrede Aristoteles' arbejde. Buridan udviklede teorien om impetus som årsag til bevægelse, hvilket var et vigtigt skridt mod det modern koncept inerti. Disse videnskabsfolk gik forud for det heliocentriske verdensbillede, som Nicolaus Copernicus opstillede.
Visse teknologiske opfindelser fra perioden, om det så var af arabisk eller kinesisk oprindelse eller unikke europæiske opfindelser, kom til at få stor indflydelse på den politiske og samfundsmæssige udvikling, særligt krudt, bogtryk og kompasset. Introduktionen af krudt og krudtvåben på slagmarken påvirkede ikke bare militærets organisering, men hjalp også med at etablere nationalstaten. Gutenbergs opfindelse af bogtrykkunsten gjorde ikke bare reformationen mulig, men også udbredelsen af viden, der gradvist førte til et mere lige samfund. Kompasset gjorde, sammen med andre opfindelser som jakobsstaven, marineastrolabiet og udvikling i skibsbygningskunsten muliggjorde navigering på verdenshavene og etablering af den tidlige kolonialisme. Andre opfindelser fik stor indvirken på hverdagslivet, såsom briller og det vægtdrevne ur.

### Kunst og arkitektur
En forløber for renæssancens kunst kan ses allerede i Giottos værker fra begyndelsen af 1300-tallet. Giotto var den første maler siden antikken, der forsøgte at male en tredimensionel virkelighed og give sine karakterer rigtige menneskelige følelser. Den vigtigste udvikling inden for dette felt skete dog i Firenze i 1400-tallet. Købmandsstandens velstand finansierede kunst i stor stil, og blandt de vigtigste protektorer var Medici-famliien.
I denne periode blev der udviklet flere vigtige teknikker, såsom princippet med linearperspektiv som kan ses i Masaccios værker og senere blev beskrevet af Brunelleschi. Der blev også opnået stor realisme i videnskabelige studier af anatomi, hvor særligt Donatello gjorde sig gældende. Dette ses ikke mindst i hans skulpturer, der er inspireret af hans studie af klassiske modeller. Da kernen i denne bevægelse flyttede til Rom, kulminerede perioden med højrenæssancens mestre da Vinci, Michelangelo og Raphael.
Den italienske renæssances ideer var lang tid om at krydse Alperne til Central- og Nordeuropa, men der skete også vigtige kunstneriske udviklinger i Nederlandene. Selvom Jan van Eyck ikke opfandt oliemaleriet, hvilket man tidligere troede, så var han en mester i dette nye medium, og han brugte det til at skabe værker med stor realisme og mange detaljer. De to kulturer havde indflydelse på hinanden og lærte fra hinanden, men malerkunsten i Nederlandene var mere fokuseret på teksturer og overflader end de idealiserede kompositioner fra Italien.
I de nordeuropæiske lande forblev gotik fortsat almindeligt, og gotiske katedraler blev større og mere avancerede. I Italien drejede arkitekturen i en ny retning, der også her var inspireret af klassiske idealer. Kronen på værket i denne periode var Cattedrale di Santa Maria del Fiore i Firenze, med Giottos klokketårn, Ghibertis dåbskapel og Brunelleschis kuppel, der var uden fortilfælde.

### Musik
Musik var en vigtig del af både den sekulære og spirituelle kultur, og på universiteterne var det en del af quadrivium inden for kunst. Fra begyndelsen af 1200-tallet havde den dominerende musikform været motetten: en komposition med tekst i flere dele. Fra 1330'erne og frem begyndte den polyfoniske stil at optræde, som var en mere kompleks blanding af forskellige stemmer. Polyfoni havde været almindeligt i den sekulære musik blandt troubadourer fra Provence. Mange af dem var blevet ofre for det albigensiske korstog, men deres indflydelse nåede til pavens hof i Avignon.
De primære repræsentanter for den nye stil, ofte kaldet ars nova i modsætning til ars antiqua, var komponisterne Philippe de Vitry og Guillaume de Machaut. I Italien, hvor troubadourerne fra Provence også havde søgt tilflugt, går den tilsvarende periode under navnet trecento, og de mest fremtrædende komponister var Giovanni da Cascia, Jacopo da Bologna og Francesco Landini. John Kukuzelis var en prominent reformator i den ortodokse kirkemusik fra første halvdel af 1300-tallet; han introducerede notationen som blev hyppigt anvendt i Balkanområdet i det følgende århundreder.

### Teater
På De Britiske Øer blev der skrevet skuespil i omkring 127 forskellige byer i middelalderen. Disse folkelige mysteriespil blev skrevet i cyklusser i stort antal: York (48 skuespil), Chester (24), Wakefield (32) samt de såkaldte N-Town-spil (42). Et stort antal skuespil fra denne periode er bevaret fra både Frankrig og Tyskland, og nogle religiøse dramaer blev opført i næsten alle europæiske lande i middelalderen. Mange af disse skuespil indeholdt komedie, djævle, skurke og klovne.
Moralspil blev udviklet som en særegen dramaform omkring år 1400, og de var meget populære frem til omkring 1550. Blandt de mest kendte moralspil er The Castle of Perseverance, der viser menneskehedens udvikling fra fødsel til død. Det nok bedst kendte middelalderlige drama er Everyman. Hver mand modtager Dødens kald, kæmper med at undslippe og giver til sidst efter. Undervejs mister han sin slægten, sin velstand og sit fællesskab - kun gode gerninger følger med ham i graven.
Mod slutningen af senmiddelalderen begyndte der at komme professionelle skuespillere i England og Europa. Richard 3. og Henrik 7. havde begge ansat mindre grupper af professionelle skuespillere. Deres skuespil blev opført i storsalen på adelmænds herregårde og slotte, ofte på en hævet platform i det ene ende til publikum og en "skærm" i den anden til skuespillerne. En vigtig type skuespil var mummespil, der blev opført omkring juletid, og hoffets maskespil. Sidstnævnte var særligt populære i Henrik 8.s regeringstid, og han stod bag opførelsen af House of Revels og etablerede Office of Revels i 1545.
Enden på det middelalderlige drama skete som følge af en kombination af flere ting, heriblandt en svagere katolsk kirke, reformationen og bandlysningen af religiøse skuespil i mange lande. Elizabeth 1. forbød alle religiøse teaterstykker i 1558 og de store cyklus-spil blev stoppet i 1580'erne. Ligeledes blev de religiøse skuespil bandlyst i Nederlandene i 1539, i Kirkestaten i 1547 og i Paris i 1548. Opgivelsen disse skuespil ødelagde det internationale teaterliv, der indtil da havde eksisteret, og det tvang hvert land til at udvikle deres egen form for drama. Det gjorde det også muligt for dramatikere at opføre skuespil om sekulære emner og genoplive interessen for klassisk græsk og romersk teater.

### Efter middelalderen
Efter afslutningen på middelalderen spredte renæssancen sig over det kontinentale Europa startende fra Sydeuropa. Den intellektuelle ændring i renæssancen ses som en overgang mellem middelalderen og moderne tid. Europæerne indledte senere en tid med mange opdagelser. Kombineret med tilgangen af klassiske ideer var opfindelsen af bogtrykkunsten, som faciliterede udbredelsen af det skrevne ord og demokratiserede viden og læring. Disse to ting ledte til reformationen. Europæerne opdagede også nye handelsruter, som det var tilfældet med Columbus’ rejse til Amerika og Vasco da Gamas rejse syd om Afrika og Indien i 1498. Disse opdagelser styrkede de europæiske landes økonomi og magt.

## Osmannerne og Europa
Mod slutningen af 1400-tallet rykkede Det Osmanniske Rige frem over hele Sydøsteuropa, og de besejrede Det Byzantinske Rige og udvidede kontrollen over Balkanlandene. Ungarn var den sidste bastion for den kristne verden i øst og kæmpede for fastholde magten i over to århundreder. Efter den unge kong Vladislaus 1. af Ungarns død under slaget ved Varna i 1444 mod osmannerne overgik kongeriget til grev János Hunyadi, der blev Ungarns regent-guvernør (1446–1453). Hunyadi blev betragtet som en af de vigtigste militærpersoner i 1400-tallet; pave Pius 2. gav ham titlen som Athleta Christi eller Kristi Mester for at være det eneste håb om at modstå osmannernes fremgang i Central- og Vesteuropa.
Hunyadi formåede at holde osmannerne stangen under belejringen af Beograd i 1456, hvilket var den største sejr over imperiet i flere årtier. Dette slag blev et egentligt korstog mod muslimerne, da bønder blev motiveret af den franciskanske munk Giovanni da Capistrano, som kom fra Italien og forudsagde hellig krig. Den effekt, som det fik, var en af de vigtigste faktorer til at sikre sejren. Den ungarske herremands tidlige død efterlod dog Pannonien forsvarsløs og i kaos. I et ekstremt sjældent eksempel fra middelalderen blev Hunyadis søn, Matthias, valgt som konge af Ungarn af adelen. For første gang blev et medlem af aristokratiet, og ikke fra en kongefamilie, kronet.
Kong Matthias Corvinus af Ungarn (1458–1490) var en af de vigtigste personer i denne periode, og han ledte felttog mod vest, hvor han erobrede Böhmen som svar på pavens ønske om hjælp mod hussitterne. For at stoppe politisk fjendtlighed fra den tyske kejser Frederik 3. invaderede han de vestlige dele af hans rige.
Matthias organiserede den sorte legion af lejesoldater; det var den største hær i Europa på dette tidspunkt. Ved brug af hæren førte den ungarske konge krig mod tyrkerne og stoppede osmannerne i sin regeringsperiode. Efter hans død og den sorte legions endeligt voksede Det Osmanniske Rige atter i styrke, og Centraleuropa var forsvarsløs. I slaget ved Mohács udryddede osmannerne den ungarske hær, og Ludvig 2. af Ungarn druknede i Csele-floden, da han prøvede at flygte. Lederen af den ungarske hær, Pál Tomori, døde også under slaget, som betragtes som et af de sidste i middelalderen.

## Tidslinje
Datoer er cirka-tal
         Middelaldertemaer      Andre temaer
1300-tallet
| 1307 - Tempelridderne går til grunde 1307 - Det babylonske fangenskab slutter 1309 - Starten på Avignonpavedømmet 1310 - Dante begyndte Den guddommelige Komedie 1314 - Slaget ved Bannockburn 1315 - 1317 Den store hungersnød 1321 - 1328 Den byzantinske borgerkrig 1328 - Første skotske uafhængighedskrig 1337 - Hundredårskrigen begynder 1346 - Stefan Dušan etablerer det kortlivede zarrige i Serbien 1347 - Den sorte død 1347 - Karlsuniversitetet i Prag bliver grundlagt 1348 - Giovanni Villani afslutter arbejdet på Nuova Cronica 1348 - 1349 - Byzantinsk–genovianske krig | 1364 - Universitet Jagielloński bliver grundlagt 1371 - Slaget ved Maritsa - første store osmanniske sejr i Europa, Bulgariens deling 1378 - Avignonpavedømmet ender 1380 - Slaget ved Kulikovo 1380 - Canterbury-fortællingerne 1381 - Peasants' Revolt (England) 1381 - John Wycliffe oversætter Bibelen 1385 - Krevo-unionen 1386 - Universitetet i Heidelberg bliver grundlagt 1389 - Slaget ved Kosovo - serbiske og bosniske tropper bliver besejret af osmannerne 1396 - Slaget ved Nicopolis og første osmanniske erobring i Europa 1397 - Kalmarunionen |

1400-tallet
| 1409 - Venetiansk Dalmatien 1410 - Slaget ved Tannenberg 1415 - Slaget ved Agincourt 1415 - Jan Hus blev brændt på bålet 1417 - Konsilet i Konstanz 1419 - 1434 - Hussitterkrigen i Böhmen 1429 - Slaget ved Orléans 1430 - Jeanne d'Arc 1434 - Medicifamilien i Firenze 1439 - Johannes Gutenberg indfører bogtryk i Europa 1444 - Slaget ved Varna 1445 - Slaget ved Suzdal 1453 - Konstantinopel falder til osmannerne 1456 - Belejringen af Beograd | 1461 - Trapezuntriget falder til tyrkerne 1469 - Katolske monarker i Spanien 1470 - Slaget ved Lipnic 1474 - 1477 - Burgundiske krige 1478 - Storfyrstendømmet Moskva erobrer Novgorod 1478 - Katolske monarker etablerer den spanske inkvisition 1479 - Battle of Breadfield 1485 - Thomas Malory (Le Morte d'Arthur) 1492 - Alhambradekretet 1492 - Reconquista slutter med Granadas fald 1492 - Christopher Columbus når den "Nye Verden" 1494 - Traktaten i Tordesillas 1497 - 1498 - Den portugisiske opdagelsesrejsende Vasco da Gamas første rejse når Indien ved at sejle syd om Afrika 1499 - Slaget ved Zonchio |

| |
| - Bønder på marken Très Riches Heures. - Jeanne d'Arc (Hundredårskrigen) - Karl 1. (Kongeriget Ungarn) - Jan Hus (Reformationen) |